# Tiger and the Duke
Tiger and the Duke è il primo album registrato in studio dei The Sound of Animals Fighting, pubblicato dalla Stars and Satellites Records nel 2005 e ristampato (con nuovo artwork) su Equal Vision Records nel 2007. Il disco è un concept album la cui storia è basata su un personaggio chiamato Duke e dal "Capitano" del titolo dell'album. I due stanno trasportando via mare un gruppo di animali selvaggi, che iniziano a combattere sottocoperta. I figli del capitano si ammutineranno, causando il suicidio del padre (che si getterà dalla nave).
La prima edizione dell'album è fuori stampa dal 12 ottobre 2006. La ristampa, pubblicata il 26 giugno 2007, contiene tutte le tracce originali remixate (tranne Postlude) più 8 tracce da Lover, the Lord Has Left Us... remixate da Technology, Portugal. The Man, Evol Intent e The Optimist.

## Tracce
1. Overture – 1:29
2. Act I: Chasing Suns – 5:13
3. Interlude – 2:30
4. Act II: All is Ash or the Light Shining Through It – 4:19
5. Interlude – 2:39
6. Act III: Modulate Back to the Tonic – 4:50
7. Interlude – 1:53
8. Act IV: You Don't Need a Witness – 5:21
9. Postlude – 5:54

## Formazione
| Ruolo                   | Nome                           | Animale   |
| ----------------------- | ------------------------------ | --------- |
| Produttore, Voce        | Rich Balling (RX Bandits)      | Usignolo  |
| Chitarra                | Matt Embree (RX Bandits)       | Tricheco  |
| Batteria                | Chris Tsagakis (RX Bandits)    | Lince     |
| Chitarra                | Randy "R2K" Strohmeyer (Finch) | Tigre     |
| Basso                   | Derek Doherty (Finch)          | Tartaruga |
| Voce                    | Anthony Green (Circa Survive)  | Puzzola   |
| Voce                    | Craig Owens (Chiodos)          | Ariete    |
| Artwork                 | Marc Mcknight (Atreyu)         | Corvo     |
| PR                      | Vanessa Chibba                 | Cigno     |
| Autore                  | Chris Haynie                   | Cane      |
| Tecnico del Suono       | Kyle Homme                     | Furetto   |
| Consulenza Musicale     | Charlie Adams                  | Polpo     |
| Tecnico del Suono, Voce | Rich Zahniser (The Hippos)     | Armadillo |
| Voce                    | Matthew Kelly (The Autumns)    | Lama      |
| Tecnico del Suono       | Ryan Baker                     | Iena      |